# Kung Fu (canción)
«Kung Fu» es una canción interpretada por el músico estadounidense Curtis Mayfield. Fue publicada en mayo de 1974 como el segundo y último sencillo del quinto álbum de estudio en solitario de Mayfield, Sweet Exorcist. «Kung Fu» tiene una duración de seis minutos y dos segundos, la más larga del álbum. 

## Lanzamiento
«Kung Fu» apareció como tema de apertura del lado B del quinto álbum de estudio en solitario de Mayfield, Sweet Exorcist, a inicios de mayo de 1974. La canción también fue lanzada como el segundo y último sencillo del álbum, con el número de catálogo CR 1999, a finales de mayo de 1974 por Curtom Records, con una duración reducida a 3:47 y «Right on for the Darkness» como lado B. La versión editada aparece en los álbumes recopilatorios The Very Best of Curtis Mayfield (1997) y The Essentials (2002).

## Recepción de la crítica
James Hamilton de Record Mirror describió «Kung Fu» como “una obra delicadamente construida y de ruido aislado. Es una danza rítmica tan sutil que incluso podría funcionar bien aquí”.

## Lista de canciones
Todas las canciones escritas y compuestas por Curtis Mayfield.
1. «Kung Fu» – 3:47
2. «Right on for the Darkness» – 3:42

## Créditos y personal
Créditos adaptados desde las notas de álbum de Sweet Exorcist.
Personal técnico
- Curtis Mayfield – productor
- Gil Askey – arreglos
- Roger Anfinsen – ingeniero de audio
- John Janus – ingeniero de audio

## Posicionamiento

### Gráfica semanal
| Gráfica (1974)                              | Pico de posición |
| ------------------------------------------- | ---------------- |
| Canadá (RPM Top Singles)                    | 34               |
| Estados Unidos (Billboard Hot 100)          | 40               |
| Estados Unidos (Billboard Hot Soul Singles) | 3                |
| Estados Unidos (Cash Box Top 100 Singles)   | 32               |
| Estados Unidos (Cash Box R&B Top 70)        | 3                |

### Gráfica de fin de año
| Gráfica (1974)                              | Pico de posición |
| ------------------------------------------- | ---------------- |
| Estados Unidos (Billboard Hot Soul Singles) | 41               |